# توم سيمبسون (لاعب كريكت)
توم سيمبسون (7 نوفمبر 1974 في المملكة المتحدة - )  (بالإنجليزية: Tom Simpson)‏ هو لاعب كريكت بريطاني. لعب مع Middlesex Cricket Board ‏.

## وصلات خارجية
- توم سيمبسون على موقع إي آس بي آن كريك إنفو (الإنجليزية)